# 이광석 (기업인)
이광석(1974년 서울 출생)은 대한민국의 기업인으로, 온라인 채용 서비스 기업 인크루트의 창업자이자 CEO를 맡았고 현재 이사회 의장이다.

#### 초기 경력[1]
이광석은 어린 시절부터 컴퓨터에 관심이 많았으며, 중학교 1학년 때인 1987년부터 본격적으로 컴퓨터에 빠져들었다. 고등학교 시절 별 관찰 여행을 계기로 우주와 과학에 대한 호기심이 커졌고, 이는 후에 인터넷이라는 정보의 세계에 대한 관심으로 이어졌다.
연세대학교 천문대기과학과에 재학 중이던 1994년, 이메일을 통해 인터넷의 가능성을 직접 체험하면서 인터넷 세계에 매료되었다. 1995년부터 1996년 사이 인터넷이 국내에 보급되기 시작하자, 이광석은 나우누리ISF(인터넷 스터디 포럼)에서 시삽으로 활동하며 인터넷 매니아로 성장했다.

#### 창업과 인크루트의 성장
1996년 8월, 23세의 나이에 디렉토리 서비스 'ZIP!'을 개발하기 시작했다. 이는 국내 최초의 한영 디렉토리 검색 서비스로 발전하게 된다.
1998년 6월, 이광석은 'INCRUIT'라는 이름으로 동아일보 등과 함께 온라인 채용 서비스를 시작했다. 당시 경제 악화로 인한 일자리 문제가 최대 관심사였기에, 구인구직 분야에 집중하기로 결정했다.
인크루트는 PC통신과 호출기로 채용정보를 제공하는 사업을 시작으로, 점차 '온라인채용시스템'이라는 새로운 개념을 알려나갔다. 맞춤 서비스 등 혁신적인 기능을 도입하며 인기 사이트로 발돋움했다.

#### 경영 철학과 업적
이광석은 CEO로서 '조정자' 역할을 중요하게 여긴다. 직원들에게 자율성과 책임을 부여하고, 회사의 비전을 명확히 제시하는 것이 그의 리더십 스타일이다.
그는 기업 가치를 돈보다 중요하게 여기며, 투명성과 윤리의식을 강조한다. M&A 제안도 과감히 거절하는 등 원칙을 지키는 경영을 해왔다.

#### 사회공헌 활동
이광석은 취업난 해결을 위한 무료 컨설팅 제공, 취업학교 운영 등 다양한 사회공헌 프로젝트를 진행해왔다.
‘청춘, 스펙에 변명하지 마라’ 캠페인 “청년 구직자들이 0.1%의 좁은 대기업 취업만 생각할 것이 아니라 적성과 진로에 대해 치열하게 고민해보는 시간을 가졌으면 좋겠다”